# Niagara Falls (Monika Brodka)
Niagara Falls è una singolo di Monika Brodka e del gruppo polacco Silver Rocket, pubblicato nel 2008. Ha avuto un discreto successo in Polonia.

## Classifiche
| Classifica (2008) | Posizione massima |
| ----------------- | ----------------- |
| Europa            | 186               |
| Polonia           | 21                |